# Tony Sheridan
Tony Sheridan, született Anthony Esmond Sheridan McGinnity (Norwich, 1940. május 21 – 2013. február 16.) angol rock and roll énekes, szövegíró, gitáros. Világszerte ismert arról, hogy a még ismeretlen The Beatles együtt dolgozott vele lemezfelvételen kísérőzenekarként, igaz, még Beat Brothers néven.

## Pályafutása
Gyermekkorában a szülői akaratnak engedelmeskedve hegedülni tanult és a klasszikus zenével ismerkedett. Hamarosan gitározni kezdett, és 1956-ban megalakította első zenekarát. Tehetségének köszönhetően hamarosan Londonban találta magát, ahol a Two I’s klubban játszott huzamosabb ideig, de gyakran megesett, hogy kapualjakban aludt. 1958-ban, 18 évesen kezdett feltűnni az ITV-ben, az Oh Boy-ban. Korai rock’n’roll klasszikusokat játszott elektromos gitáron, pl. a Blue Suede Shoest. Sokat ígérő gitárosként emlegették.
Sheridan Hamburgban ismerkedett össze a még csiszolatlan Beatlessel, Bruno Koschmidernek a Kaiserkellernél alacsonyabb osztályú klubjában, az Indrában. John Lennon, Paul McCartney, George Harrison, Stuart Sutcliffe,és Pete Best felnézett a már tapasztaltnak számító Sheridanra, különösen a szólógitáros Harrison, aki minden alkalmat megragadott, hogy együtt gyakorolhasson vele. 1960-63 között Sheridan a legkülönfélébb, nem egyszer egy-egy alkalomra összeállt együttesek kíséretével lépett fel. A Beatlest már az első turnéjuk idején rokonszenvvel figyelte. Második turnéjuk során kapcsolatuk szorosabbá vált, bár ez leginkább abban mutatkozott meg, hogy a Beatles időnként kísérte őt. 
Amikor a német Polydor producere, Bert Kaempfert meghallgatta őket együtt a színpadon, az az ötlete támadt, hogy Sheridannal és a Beatlessel közösen készítsen el pár felvételt. Ezek voltak pl. a My Bonnie, The Saints, Ain't She Sweet, Cry for a Shadow (amely Lennon-Harrison szám volt).
A 60-as évek közepén Sheridan zenei stílusa jelentős változáson ment át. Elmozdult a rock and roll gyökereitől, hogy egyre több blues és dzsessz hangzás jelenjen meg muzsikájában. Bár, voltak, akik dicsérték ezért, sok korábbi rajongója csalódott volt. Ennek ellenére tervbe vette, hogy az USA déli államaiban első kézből tanulmányozza a néger zenét és éneket, a dzsesszt és a spirituálét. 
Folytatta hamburgi turnéit, évekig ugyanabban a klubban játszott, de egy idő után a Polydor már nem kötött vele szerződést.
1967 táján már kiábrándult és elege lett a Beatlesnek köszönhető hírnévből. Egyre jobban a vietnámi háború hatása alá került, s úgy döntött, koncerteket szervez a harcoló erők számára, ám egyszer a zenekar is tűzharcba keveredett, és az együttes egyik tagját meg is ölték. A Reuters első jelentései szerint ő maga is elesett a harcban. Később az amerikai hadseregtől tiszteletbeli kapitányi rangot kapott ezért a tevékenységéért. 
A 70-es évek elején a nyugat-német rádióban nagy sikerű blues zenei programot menedzselt. 1978-ban, amikor újra megnyílt a Star Club, nem kisebb csapattal lépett fel, mint az Elvis Presley's TCB Band. 
1991-ben Joe Sunseri életrajzíró Nobody's Child: The Tony Sheridan Story címmel összeállította Sheridan életrajzát, de az akkor kiadatlan maradt. Élete története végül is 2013-ban jelent meg, melyet Alan Mann írt, aki gyerekkora óta jó barátja volt.
Tony Sheridan 2013. február 16-án hunyt el Hamburgban, szívműtétét követően.

## Lemezek
- My Bonnie (с The Beat Brothers, 1961)
- Ain’t She Sweet / If You Love Me Baby (Polydor)
- Skinny Minny (7", mono) Polydor
- The Beatles & Tony Sheridan (7", EP, Polydor)
- My Bonnie/The Saints (Vinyl, Single, Mono) Polydor, 1962
- Ain’t She Sweet / Nobody’s Child (7", Single) Atco Records, 1964
- Vive L’Amour (7") Polydor International GmbH, 1965